# António Alberto Neto
António Alberto Neto (Luanda, 16 de junho de 1943) é um jurista, político, escritor e professor universitário angolano.
Foi representante do Movimento Popular de Libertação de Angola (MPLA) nos países nórdicos de setembro de 1970 a maio de 1973. Foi, posteriormente, Presidente do Partido Democrático de Angola (PDA).

## Biografia
António Alberto Neto nasceu no Bairro Operário, em Luanda, em 16 de junho de 1943. É sobrinho de Agostinho Neto, líder histórico do Movimento Popular de Libertação de Angola (MPLA).
Tornou-se notório por ter desenhado a bandeira do MPLA em 1959, que foi adoptada pelo partido no ano seguinte. No entanto sua militância política só viria tomar maiores dimensões em 1962, quando assume a responsabilidade pela "Biblioteca Revolucionária do MPLA".
Foi enviado pelo partido para cursar ciências políticas, direito e sociologia na Universidade Pierre-Mendès-France, em Grenoble. Na mesma universidade fez licenciatura em direito público e doutorado em ciências políticas. Além disso, fez especialização em direito constitucional comparado na Universidade Paris 1 Panthéon-Sorbonne.
Entre 1970 e 1973 torna-se um dos diplomatas do MPLA nos países nórdicos, quando Saíde Mingas o sucedeu.
Tornou-se professor da Faculdade de Direito da Universidade Agostinho Neto (FDUAN), sendo o primeiro decano da FDUAN, em 1975.
Rompeu com o MPLA na década de 1980, durante as "purgas eduardianas", sendo preso durante nove meses em Luanda. Na altura a Amnistia Internacional qualificou-o como "prisioneiro de consciência". Foi impedido de trabalhar na FDUAN no final da década, dado sua posição crítica à cúpula do MPLA por desrespeito ao programa do partido. Foi para o Reino Unido, passando a lecionar no Universidade de Oxford e no King's College de Londres, entre 1986 e 1991.
Alberto Neto retomou o Partido Democrático de Angola (PDA), e foi o candidato presidencial por esta agremiação nas eleições gerais de 1992. Conquistou, na primeira volta, 2% dos votos, que lhe garantiu o terceiro lugar na corrida à presidência, atrás de José Eduardo dos Santos e Jonas Savimbi.
Após as eleições, volta a lecionar na FDUAN e ruma novamente para o exterior, trabalhando entre 1997 e 1999 na Universidade de Estrasburgo, e em 2000 na Universidade Lusófona de Humanidades e Tecnologias, em Lisboa. Retorna a angola como professor da FDUAN e jurisconsulto.